# Turn It Up (canción de Paris Hilton)
«Turn It Up» —en español: «Levántate»— es una canción pop con influencias de R&B de Paris Hilton producida por Scott Storch y lanzada alrededor del mundo por Warner Bros. Records, durante el tercer cuarto de 2006 como el segundo sencillo del su álbum debut Paris.
A pesar de ser un sencillo, no se realizó el video musical correspondiente, por lo que la canción sólo se pudo promocionar a través de la radio. A pesar de todo, el sencillo logró llegar al n.º 1 en la lista Hot Dance del Billboard estadounidense, ganando así en 2006 a "Anticipating" de Britney Spears.

## Lista de canciones y formatos
- Maxi CD single

1. «Turn It Up» [Álbum Versión]
2. «Turn It Up» [DJ Dan's Hot 2 Trot Edit]
3. «Turn It Up» [Paul Oakenfold Remix]
4. «Turn It Up» [DJ Dan's Hot 2 Trot Dub]
5. «Turn It Up» [DJ Dan's Hot 2 Trot Vocals]
6. «Turn It Up» [Peter Rauhofer Does Paris]
7. «Turn It Up» [Peter Rauhofer Turns It Up]

- iTunes Descarga Digital

1. «Turn It Up» [Paul Oakenfold Remix Edit]
2. «Turn It Up» [DJ Dan's Hot 2 Trot Edit]
3. «Turn It Up» [DJ Dan's Hot 2 Trot Dub Edit]
4. «Turn It Up» [Peter Rauhofer Does Paris Edit]
5. «Turn It Up» [Peter Rauhofer Turns It Up Edit]

## Posicionamiento
| Lista (2006)                         | Mejor posición |
| ------------------------------------ | -------------- |
| Global Dance Tracks                  | 18             |
| U.S. Billboard Hot 100 Singles Sales | 8              |
| U.S Billboard Hot Dance Club Play    | 1              |